# ヘイル郡 (アラバマ州)
ヘイル郡（英: Hale County）は、アメリカ合衆国アラバマ州の西部に位置する郡である。2010年国勢調査での人口は15,760人であり、2000年の17,185人から8.3%減少した。郡庁所在地はグリーンズボロ市（人口2,497人）であり、同郡で人口最大の都市でもある。郡名はアメリカ連合国の軍人スティーブン・ファウラー・ヘイルに因んで名付けられた。
ヘイル郡はタスカルーサ大都市圏に属している。

## 歴史
ヘイル郡は南北戦争が終わった後の1867年1月30日に設立された。アラバマ州の中西部にある。郡域はグリーン郡、マレンゴ郡、ペリー郡、タスカルーサ郡のそれぞれ一部を合わせて作られた。郡域に入ってきた初期アメリカ人はジョージア州、テネシー州、ケンタッキー州、両カロライナ州から来ていた。
写真家ウォーカー・エバンスが1936年にこの地域を撮影し、1941年の著作『有名人を褒めさせてくれ』ではジェームズ・エイジーと共作した。1960年代から、タスカルーサ市で生まれた画家のウィリアム・クリスンベリーが、マルチメディア芸術研究の一環として、郡内の様々な建造物を撮影した。近年では建築家兼芸術家のサミュエル・モックビーとD・K・ルスが始めた建築物再発見活動であるオーバーン大学ルーラルスタディオが、全国的に認知されてきた。シカゴ市長では2人目のアフリカ系アメリカ人となったユージーン・ソーヤーは郡内で生まれた 。
南北戦争終戦後、白人が郡内の経済と政治を支配していた。しかし1997年、激戦となったグリーンズボロ市長選挙で、初のアフリカ系アメリカ人市長ジョン・E・オーウェンス・ジュニアを選出した。このときは初のアフリカ系アメリカ人警察署長クロード・E・ハミルトンも指名した。2006年、黒人と白人が合同して初のアフリカ系アメリカ人保安官ケネス・W・エリスを選出した。エリスはそれ以前に郡内北部マウンドビル町の警察署長をしていた。

## 地理
アメリカ合衆国国勢調査局に拠れば、郡域全面積は656.47平方マイル (1,700.2 km2)であり、このうち陸地643.74平方マイル (1,667.3 km2)、水域は12.74平方マイル (33.0 km2)で水域率は1.94%である。

### 交通

#### 主要高規格道路
- アメリカ国道80号線
- アラバマ州道14号線
- アラバマ州道25号線
- アラバマ州道60号線
- アラバマ州道61号線
- アラバマ州道69号線

#### 空港
- グリーンズボロ市民空港 (7A0) 、グリーンズボロ市
- マウンドビル空港 (L44) 、マウンドビル町

### 隣接する郡
- タスカルーサ郡 - 北
- ビブ郡 - 北東
- ペリー郡 - 南東
- マレンゴ郡 - 南
- グリーン郡 - 西

### 国立保護地域
- タラデガ国立の森（部分）

## 人口動態
以下は2000年の国勢調査による人口統計データである。
| 基礎データ - 人口: 17,185人 - 世帯数: 6,415 世帯 - 家族数: 4,605 家族 - 人口密度: 10人/km2（27人/mi2） - 住居数: 7,756軒 - 住居密度: 5軒/km2（12軒/mi2） 人種別人口構成 - 白人: 39.83% - アフリカン・アメリカン: 58.95% - ネイティブ・アメリカン: 0.17% - アジア人: 0.16% - 太平洋諸島系: 0.02% - その他の人種: 0.29% - 混血: 0.58% - ヒスパニック・ラテン系: 0.91% | 年齢別人口構成 - 18歳未満: 29.6% - 18-24歳: 9.1% - 25-44歳: 26.7% - 45-64歳: 21.1% - 65歳以上: 13.5% - 年齢の中央値: 34歳 - 性比（女性100人あたり男性の人口） - 総人口: 89.4 - 18歳以上: 83.6 世帯と家族（対世帯数） - 18歳未満の子供がいる: 36.5% - 結婚・同居している夫婦: 4.6% - 未婚・離婚・死別女性が世帯主: 22.0% - 非家族世帯: 28.2% - 単身世帯: 26.4% - 65歳以上の老人1人暮らし: 10.9% - 平均構成人数 - 世帯: 2.63人 - 家族: 3.19人 | 収入と家計 - 収入の中央値 - 世帯: 25,807米ドル - 家族: 31,875米ドル - 性別 - 男性: 28,493米ドル - 女性: 19,363米ドル - 人口1人あたり収入: 12,661米ドル - 貧困線以下 - 対人口: 26.9% - 対家族数: 22.2% - 18歳未満: 34.0% - 65歳以上: 26.7% |

### 収入

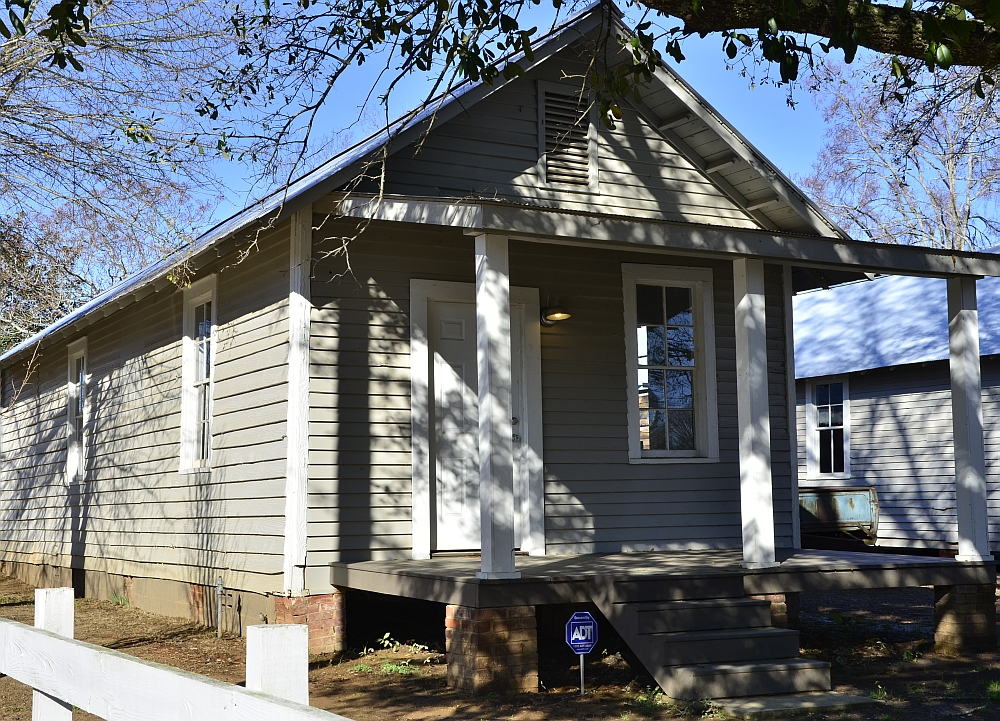
キング牧師が1968年 説教後に身を隠した家屋は、セイフハウス博物館となっている。米国アラバマ州ヘイル郡グリーンズボロ

## 都市と町

### 都市
- グリーンズボロ - 郡庁所在地

### 町
- アクロン
- マウンドビル（一部はタスカルーサ郡）
- ニューバーン

### 未編入の町
- ガリオン
- プレーリービル
- ソーヤービル

### 廃村
- アーコラ

## 見どころ
郡庁所在地のグリーンズボロ市にはセイフハウス博物館がある。1968年3月21日、マーティン・ルーサー・キング・ジュニアが市内セントマシュー教会での集会に出席し、その夜はクー・クラックス・クランからの追及を逃れてこの家で過ごした。この博物館はアラバマ州におけるアフリカ系アメリカ人の平等を求めた闘争の歴史を展示している。館長のテレサ・バーローはキングの家族ぐるみの友人であり、公民権運動の闘士だった。
グリーンズボロ市には南北戦争以前の家屋や教会が多数あり、グレンケアンやマグノリアグローブなどはアメリカ合衆国国家歴史登録財に指定されている。